# Louis-Joseph Papineau
Pour les articles homonymes, voir Papineau.
Louis-Joseph Papineau, né le 7 octobre 1786 à Montréal (province de Québec) et mort le 23 septembre 1871 à Montebello (Québec), est un homme politique et avocat canadien-français. Seigneur de La Petite-Nation,, il est le fils de Joseph Papineau, le père d'Amédée Papineau, le beau-père de Napoléon Bourassa et le grand-père du journaliste Henri Bourassa.
Il fut député durant 28 ans et président de la Chambre d'assemblée du Bas-Canada durant 22 ans. Dès 1815, il est à la tête du Parti canadien (aussi appelé Parti patriote) qui lutte pour des réformes constitutionnelles fondées sur les principes britanniques. Il est de ce fait une figure centrale de la rébellion des Patriotes. Lorsque sa tête est mise à prix par les autorités coloniales britanniques en 1837, il s'exile aux États-Unis, puis en France. Il ne revient au pays qu'après l'amnistie générale de 1845. 
Il est l'une des plus grandes figures du nationalisme canadien-français. De nombreux néonationalistes québécois se réclament encore de son héritage.

## Biographie

### Enfance et formation

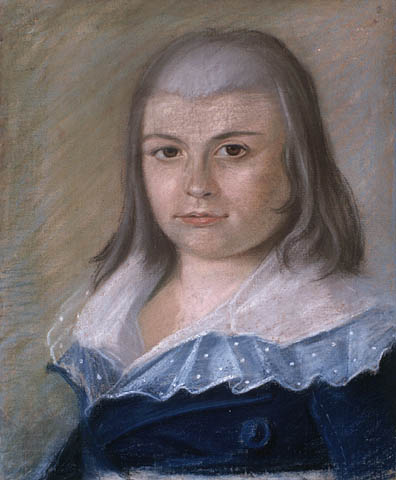
Le jeune Louis-Joseph, âgé d'environ 10 ans, pastel de Louis Dulongpré.

Louis-Joseph Papineau est né le 7 octobre 1786 à Montréal et il est baptisé le même jour à l'église Notre-Dame de Montréal. Il est le fils de Joseph Papineau, notaire et homme politique, et de Rosalie Cherrier, fille de François-Pierre Cherrier, marchand et capitaine de milice. Son parrain est Louis Payet, le curé qui a célébré le baptême, et sa marraine est Marie-Anne Cherrier, veuve de Toussaint Lecavelier. L'arrière-grand père paternel de Louis-Joseph Papineau, Samuel Papineau, est né à Montigny et arriva au Canada au tournant du 18e siècle en tant que soldat de la marine. Il épousa Catherine Quevillon, de Pointe-aux-Trembles, en 1705 à Montréal.  
En 1802, le père du  jeune Louis-Joseph devient seigneur en achetant la seigneurie de La Petite-Nation au séminaire de Québec. La famille entre ainsi dans la bourgeoisie canadienne-française. Une fois ses études primaires terminées, le jeune Louis-Joseph entre au Collège Saint-Raphael, dirigé par les Sulpiciens de Montréal, puis au Petit Séminaire de Québec. en 1802. Il est décrit comme un élève doué mais peu porté sur ses études. Avide lecteur, il s'initie aux ouvrages du siècle des Lumières grâce à la bibliothèque personnelle de son père et développe déjà ses talents d'orateur par le biais de discours devant ses compagnons de classe qui impressionnent ses professeurs.  
Philippe Aubert de Gaspé, qui était au séminaire en même temps que lui, écrit : « La renommée du jeune Papineau l'avait précédé avant même son entrée au séminaire de Québec. Tout faisait présager, dès lors, une carrière brillante à cet enfant précoce, passionné pour la lecture et dont l'esprit était déjà plus orné que celui de la plupart des élèves qui achevaient leur cours d'études »[réf. souhaitée]. En 1804, il commence sa cléricature auprès de Denis-Benjamin Viger, son cousin. En 1810, il complète des études en droit.  

### Vie publique

#### Député et orateur
Suivant les traces de son père, il délaisse quelque peu la pratique du droit et s'implique en politique. Élu dans le comté de Kent à l'élection générale de 1808, il entre au Parlement du Bas-Canada à l'âge de 22 ans. Il se joint alors au Parti canadien, qui est largement majoritaire en chambre et au sein duquel son père s'est beaucoup impliqué (il milite pour l'obtention d'une chambre d'Assemblée dans les années 1780 et est élu au premier parlement du Bas-Canada en 1792). Louis-Joseph Papineau peut également compter sur ses cousins Denis-Benjamin, Jacques et Louis Viger. Ils sont parfois appelés la «clique Papineau» ou la «Vigerie». Il ne se fait pas énormément remarquer lors de son premier mandat comme député.
Lors de la guerre de 1812, opposant les États-Unis aux colonies britanniques d'Amérique du Nord, Louis-Joseph Papineau sert comme officier de milice du Bas-Canada. Il passe la majeure partie du conflit dans un fort du Haut-Canada, à la frontière entre la colonie britannique et les États-Unis. La guerre permet à Papineau d'afficher son loyalisme et facilite sa réélection au Parlement. Le Parti canadien est alors persécuté par les autorités, qui ferment Le Canadien, l'organe de presse du parti, et emprisonnent son chef Pierre-Stanislas Bédard.  
Le 21 janvier 1815, il est élu Orateur (speaker, c'est-à-dire président) de la Chambre d'assemblée du Bas-Canada. La même année, il succède à Pierre-Stanislas Bédard et devient chef du Parti canadien. Il poursuit la politique du parti qui lutte contre le favoritisme dans l'attribution des postes de fonctionnaires et dénonce les abus des conseils législatif et exécutif nommés par le gouverneur. C'est durant cette période, en avril 1818, qu'il épouse Julie Bruneau (qui devient Julie Papineau), avec qui il aura 9 enfants. Il tiendra une importante correspondance avec sa femme, notamment durant les longs mois d'hiver durant lesquels il est pris à Québec. Cette dernière offre une riche perspective sur la vie familiale du couple et les orientations politiques de Louis-Joseph Papineau. En 1820, il refuse une place dans le conseil législatif formé par le gouverneur Dalhousie.

Au début de sa carrière politique, Papineau est un monarchiste convaincu, adepte des thèses d'Edmund Burke, qui appuyait le système politique britannique et n'avait pas alors d'intérêt pour celui des États-Unis. À l'occasion de la mort du roi George III en 1820, il prononça un discours contre la France de Louis XV et pour le régime britannique dont des copies circulèrent jusqu'en Angleterre. Papineau y vante notamment certains mérites de la Conquête de 1760, qui aurait permis aux Canadiens de vivre sous un régime leur permettant une liberté politique. Il insiste toutefois sur la nécessité de rester indépendants et vigilants quant à de potentielles situations de corruption ou de tyrannie. 

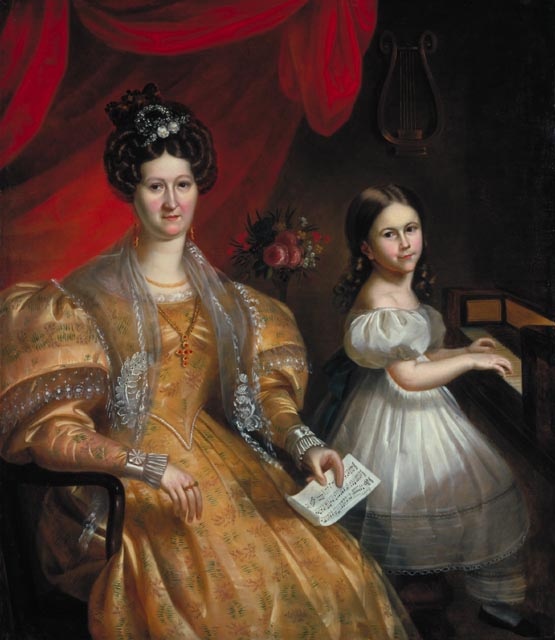
Sa femme Julie et sa fille Ézilda Papineau.

À l'automne 1822, un projet de loi, mis de l'avant par l'influent lobby des marchands  bas-canadiens (à Londres et à l'insu de l'Assemblée législative), propose la fusion des colonies du Haut-Canada et du Bas-Canada. Louis-Joseph Papineau et John Nelson sont alors désignés comme représentants du Bas-Canada auprès du gouvernement impérial et ont pour mandat de s'opposer à cette réforme législative. L'opposition anti-unioniste, composée notamment de seigneurs, de réformistes et de membres du clergé canadien, s'organise alors et initie une pétition qui récolte plus de 60 000 signatures. En janvier 1823, Papineau et Nelson vont présenter ce document au gouvernement impérial, à Londres. Bien que le projet d'union soit abandonné face à la grogne du Bas-Canada, Papineau étire son voyage en Angleterre de plusieurs mois afin de s'assurer qu'un tel projet ne soit pas réitéré. 
Le voyage en Angleterre marquera un tournant dans les idées politiques du jeune Louis-Joseph Papineau. Il est marqué par les inégalités de richesse qu'il observe dans les villes anglaises, dominées par l'aristocratie et la bourgeoisie marchande et terrienne, et outré par l'exclusion d'une vaste majorité de la population du suffrage (seuls 5 % des Anglais y ont accès). Cette constatation et la crise de l'union lui font prendre conscience du potentiel des colonies d'Amérique du Nord et amorcent chez Papineau une remise en question du système politique britannique. Il développe d'ailleurs à l'époque une admiration pour le projet politique des États-Unis, qu'il considère comme étant supérieur à celui de la métropole britannique et destiné à un bel avenir.

#### La lutte pour réformer le Bas-Canada
Louis-Joseph Papineau rentre au pays à l'automne 1823. Durant son absence, c'est Joseph-Rémi Vallières qui est devenu président de l'Assemblée. Papineau est réélu à ce poste en 1825. Il est également toujours chef du Parti canadien, dont les membres s'identifient désormais comme étant «Patriotes» (ce qui transforme le Parti canadien en «Parti patriote»). À l'époque, les réformistes créent deux nouveaux journaux, La Minerve (1826) et le Irish Vindicator (1827), afin de mettre de l'avant leurs idées de réforme et leur mécontentement quant au système politique bas-canadien. 
Ce mécontentement se cristallise durant la «crise des subsides», durant laquelle les réformistes reprochent au gouvernement colonial sa gestion antidémocratique des fonds publics. Dans diverses chroniques sous pseudonymes, Louis-Joseph Papineau critique avec véhémence les «bureaucrates», qu'il qualifie d'«oiseaux de proie» ou encore de «voleurs». Le gouverneur colonial, George Ramsay, comte de Dalhousie, est à l'époque farouchement opposé aux revendications des Patriotes. Rejetant leurs demandes, il va jusqu'à dissoudre l'Assemblée mais ces derniers sont facilement réélus. La résistance s'organise alors contre le gouverneur Ramsay. Une pétition de 87 000 noms est présentée aux autorités coloniales de Londres et le pouvoir britannique désavoue le gouverneur. Ce dernier quitte son poste en 1828. Cette victoire assure à Papineau une influence et un prestige encore plus importants parmi les réformistes.

À la fin des années 1820, à la suite de la crise de l'union, de son voyage en Angleterre et de l'intransigeance du gouverneur Ramsay, Louis-Joseph Papineau adopte des positions idéologiques résolument républicaines. Inspiré par l'exemple des États-Unis, il considère que les vieux principes aristocratiques européens freinent le développement de la démocratie au Bas-Canada. Il plaide pour l'école laïque (il est inspiré par le système scolaire de l'État de New York), dénonce les privilèges et les monopoles, revendique une réforme du système de jurés et demande le contrôle des banques par l'Assemblée. En 1831, il contribue, par son rôle prépondérant dans l'Assemblée, à faire voter une loi garantissant l'égalité politique de tous les citoyens, sans égard à la religion. Ceci permit entre autres aux Juifs de tenir des registres civils dans le pays et d'accéder aux fonctions publiques. Cette loi fut un précédent dans l'histoire de l'Empire britannique. 

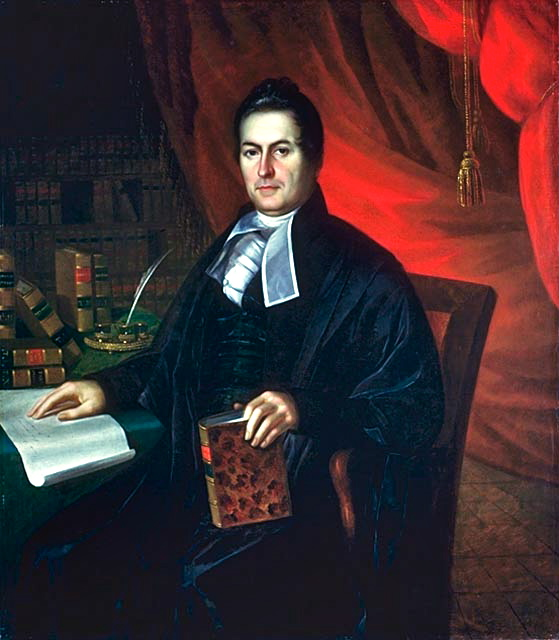
Portrait en 1836, par Antoine Plamondon.

Le libéralisme de Papineau a toutefois ses limites. Dans La Minerve du 3 février 1834, Papineau dénonce le fait que certaines femmes mariées utilisent un vide juridique de l'Acte constitutionnel de 1791 pour voter aux élections. Il écrit : « Il est odieux de voir traîner aux hustings des femmes par leurs maris, des filles par leurs pères souvent contre leur volonté. L’intérêt public, la décence, la modestie du sexe exigent que ces scandales ne se répètent plus ». En 1849, le gouvernement La Fontaine-Baldwin « corrige cette irrégularité historique en interdisant aux femmes de voter ».
La mise en place d'un Conseil législatif élu devient l'une des principales revendications des parlementaires à compter de 1833. À l'automne 1834, sous la houlette de Louis-Joseph Papineau, le Parti patriote remporte une écrasante majorité à la Chambre d'assemblée (77 des 88 sièges). En février 1835, Papineau fait adopter par la Chambre les 92 résolutions (il participe également au comité de rédaction), un document d'inspiration républicaine qui exige de la Grande-Bretagne des réformes démocratiques: une refonte du système gouvernemental (inspiré des États-Unis), un gouvernement responsable, le contrôle des dépenses publiques par l'Assemblée ou encore une stricte égalité de tous devant la loi. Le document est officiellement présenté aux autorités impériales, à Londres.
Le dépôt du document mène à une commission d'enquête dirigée par le nouveau gouverneur, Lord Gosford. L'enthousiasme est de courte durée: les demandes des 92 résolutions sont en majeure partie refusées par le pouvoir britannique, qui y répond par le biais des 10 résolutions de Russell. En plus de balayer les revendications des Patriotes, ces 10 résolutions vont même renforcer le pouvoir du Conseil exécutif du Bas-Canada (nommé par le gouverneur) sur l'Assemblée (démocratiquement élue). Cette impasse politique suscite un vif émoi au sein des milieux réformistes, ce qui mène à des boycotts, un refus d'étudier de nouvelles législations, des démissions en masse de fonctionnaires sympathiques aux revendications patriotes (dont des juges de paix) et l'organisation de grandes assemblées de protestations entre mai et novembre 1837. Selon l'historien Gilles Laporte, ces dernières ont pour objectif de «désavouer publiquement le gouvernement colonial et d’en appeler à la création d’institutions parallèles issues du consentement des gouvernés». 

#### Rébellion des patriotes

Papineau prononçant un discours à l'Assemblée des six-comtés.

Le plus important des rassemblements patriotes se déroule à Saint-Charles-sur-Richelieu les 23 et 24 octobre 1837: c'est l'Assemblée des six-comtés. Près de 5 000 personnes assistent alors à cette grande assemblée présidée par Wolfred Nelson. Plusieurs figures de proue du mouvement patriote (Papineau, Denis-Benjamin Viger, Louis Lacoste, Édouard-Étienne Rodier, Cyrille-Hector-Octave Côté, Édouard Mailhot, Thomas Storrow Brown, Amury Girod) s'adressent alors à la foule, présentant chacun ses perspectives quant aux moyens à adopter face à l'intransigeance du gouvernement colonial.   

Bien qu'il soit accueilli en héros par la foule, Papineau est porteur d'un discours qui contraste avec celui de ses camarades. Plus modéré, il veut éviter le soulèvement armé et favorise la désobéissance civile et le boycott économique comme moyens d'action. Il espère aussi que les Britanniques, forts de leur expérience avec la colonie Américaine en 1776, agissent différemment avec le Canada. Louis-Joseph Papineau se différencie également des plus radicaux de son parti en s'opposant à une abolition sans compensation du régime seigneurial. Cette position lui sera d'ailleurs reprochée plus tard par Robert Nelson: «Papineau nous a abandonnés, et cela pour des motifs personnels et familiaux concernant les seigneuries et son amour invétéré pour les vieilles lois françaises».  

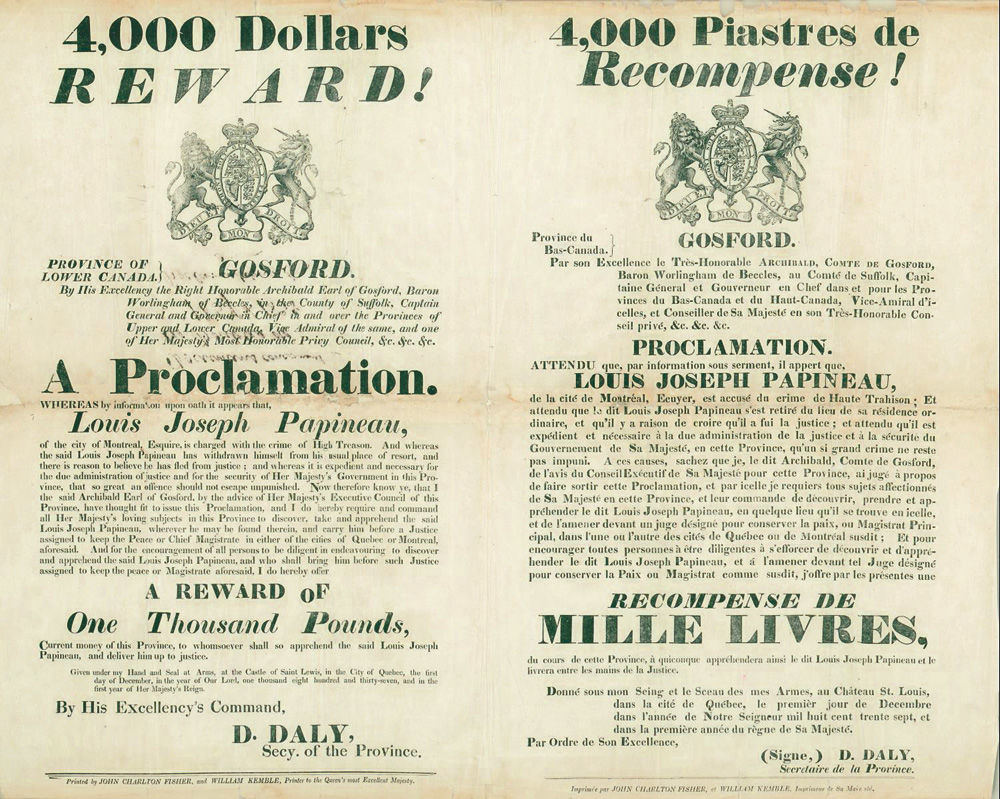
Affiche bilingue de 1837 offrant une récompense pour la capture de Papineau.

Papineau ne parvient pas à modérer l'aile radicale de son parti. Des bagarres de rue éclatent notamment à Montréal, le 6 novembre, alors que les Fils de la Liberté affrontent les paramilitaires loyalistes du Doric Club. Le même jour, ces derniers vont jusqu'à fracasser les vitres de la maison de Louis-Joseph Papineau. Le 16 novembre, les autorités britanniques émettent des mandats d'arrêt contre 26 chefs patriotes en raison de leur participation à l'Assemblée des six-comtés. Papineau quitte Montréal le 16 novembre 1837. Il gagne alors la région du Richelieu où il est reçu chez des proches. Le 28 novembre 1837, accompagné d'Edmund Bailey O'Callaghan, il quitte le Bas-Canada pour les États-Unis, à travers Alburg Springs (Vermont): c'est le début d'un exil qui durera 7 ans.

### Exil aux États-Unis et en France

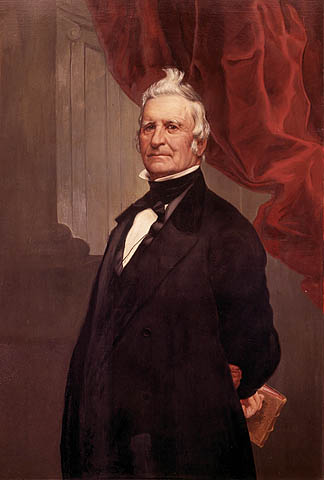
Portrait de Louis-Joseph Papineau par Alfred Boisseau.

À son arrivée aux États-Unis, il est accueilli à la maison familiale de son ami, le juge Reuben Hyde Walworth, à Saratoga dans l'État de New York. Il s'affaire ensuite à faire passer sa femme et ses enfants aux États-Unis. Son fils, Amédée Papineau, le rejoint en décembre 1837. Il loge ensuite chez son ami James Porter, greffier à la cour de la chancellerie de l'État et ancien représentant démocrate à l'Assemblée de New York et au Congrès, à Washington. Il continuera d'ailleurs de côtoyer les élites américaines durant son exil aux États-Unis. Son réseau de contacts contient notamment John Ellis Wool, général américain qui se montre favorable à la cause des Patriotes. Julie Papineau ne pourra rejoindre son mari aux États-Unis qu'en juin 1838, après 7 mois de séparation ponctués de rumeurs de décès ou de capture. 
Au début de son exil, Papineau constate un certain intérêt pour la cause Patriotes chez ses voisins du sud. Il ne parvient toutefois pas à se procurer de l'argent ou des armes pour appuyer l'insurrection. Pendant un certain temps, Louis-Joseph Papineau tente d'obtenir l'appui du président américain Martin Van Buren à travers ses contacts parmi les élites américaines, mais sans succès. Les dirigeants étasuniens ne veulent pas risquer des représailles anglaises en cas d'appui aux Patriotes. Le 5 janvier 1838, le gouvernement des États-Unis promulgue même une loi interdisant à tout citoyen américain de participer à l'insurrection canadienne. 
Malgré la politique de neutralité du gouvernement américain, certains Patriotes radicaux exilés aux États-Unis insistent sur la nécessité de la lutte armée. En janvier 1838, ces derniers se réunissent en compagnie de Papineau à Middlebuy, au Vermont. Ce dernier refuse alors l'insurrection armée, croyant peu aux chances de succès d'une telle campagne sans l'appui des Américains. Les Patriotes plus radicaux accusent alors Papineau de lâcheté et certains insistent même pour l'écarter du mouvement. L'historien Louis-Georges Harvey explique qu'il existe plusieurs interprétations historiographiques quant à l'attitude du chef patriote: 
«Certains contemporains et certains historiens prétendent que Papineau aurait refusé de participer à cette nouvelle campagne parce que les radicaux avaient consigné l’abolition du régime seigneurial dans leur déclaration d’indépendance proclamant la république du Bas-Canada. Les interprétations récentes laissent croire que Papineau aurait accepté l’abolition du régime seigneurial si l’on avait prévu de compenser les seigneurs, mais surtout s’il avait cru aux chances de succès du plan d’invasion du Bas-Canada proposé par les radicaux.» 
Le 8 février 1839, il quitte New York pour Paris, où il espère gagner l'appui de la France à la cause du Canada français. Il arrive en France le 5 mars 1839 et constate rapidement le peu d'intérêt du gouvernement français pour la cause des Patriotes. Ce n'est pas une grande surprise pour Papineau, puisqu'il avait été prévenu par l'ambassadeur français à New-York lors de son séjour aux États-Unis. À l'époque, les Républicains ne sont pas au pouvoir et le gouvernement français ne veut pas risquer de provoquer les Anglais en appuyant les rébellions. Malgré les sympathies de plusieurs hommes politiques influents dont Lamartine et Lamennais, la France de Louis-Philippe reste neutre dans le conflit entre la Grande-Bretagne et ses colonies canadiennes. Certains historiens voient d'ailleurs le voyage de Papineau en France comme un geste désespéré ou même comme une stratégie des Patriotes radicaux pour l'écarter du mouvement. Louis-Georges Harvey soutient quant à lui que les rebelles bas-canadiens cultivaient encore l'espoir d'un appui français ou d'une guerre entre les États-Unis et l'Angleterre.   
Malgré les difficultés que rencontre sa mission diplomatique, Louis-Joseph Papineau ne reste pas les bras croisés en France. En avril 1839, il publie l'Histoire de l'insurrection du Canada en réfutation du Rapport de Lord Durham dans la revue Progrès. Comme l'indique son titre, cette publication se veut une réponse au rapport Durham (officiellement le Rapport sur les affaires de l'Amérique du Nord britannique) de février 1839, qui recommande l'assimilation linguistique et culturelle des Canadiens français à la suite des Rébellions des Patriotes. Dans son Histoire de l'insurrection du Canada, Papineau présente le rapport Durham comme une preuve du despotisme du régime colonial anglais, critique les «agitateurs torys» (dont Adam Thom, éditeur du Montreal Herald) qui le supporte et donne des exemples de la tyrannie dont fait preuve le régime anglais (l'exécution de prisonniers politiques, par exemple). 
À la fin de l'année 1839, Louis-Joseph Papineau est rejoint par sa femme Julie (avec qui il garde un contact épistolaire) et ses enfants (sauf Amédée) à Paris.  Durant les années suivantes, la famille vit de grandes difficultés financières alors qu'elle est forcée à s'endetter pour subvenir aux besoins du quotidien. Les Papineau se voient même forcés de vendre certaines de leurs propriétés à Montréal. Julie et les enfants retournent au Bas-Canada en juin 1843, alors qu'Amédée s'assure de louer une maison à Montréal. Lactance, qui étudie la médecine en France, les rejoint à l'automne de la même année.  Louis-Joseph Papineau, après sept longues années d'exil, quitte la France pour retrouver sa patrie en 1845.

### Retour en politique et dernières années

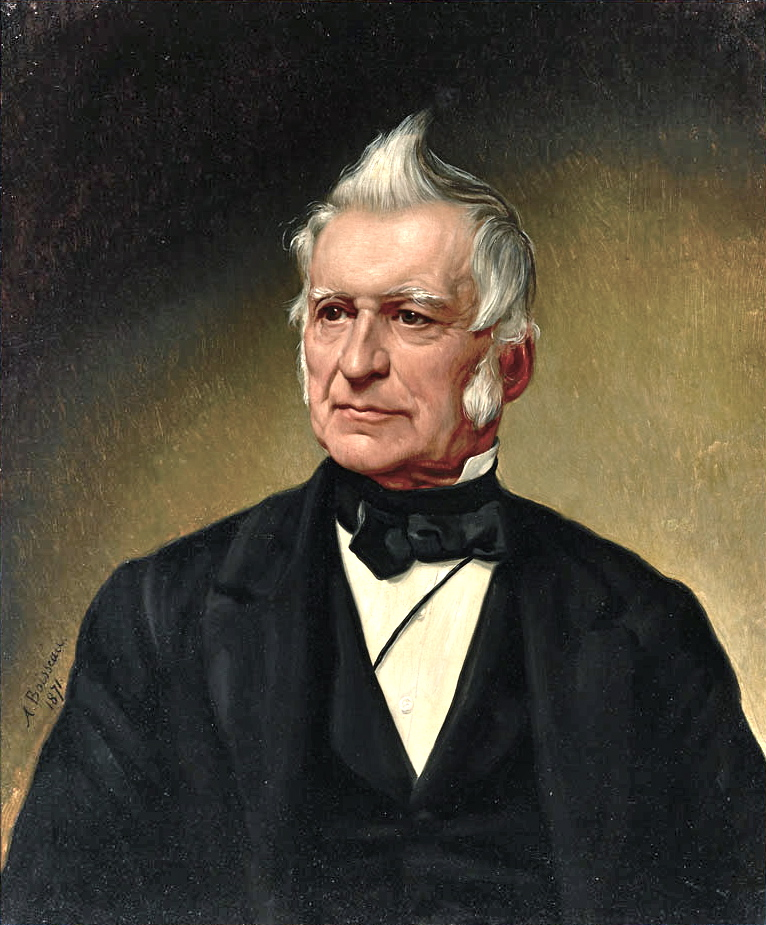
Portrait de Louis-Joseph Papineau par Alfred Boisseau, 1871.

À son retour au pays, Louis-Joseph Papineau est confronté à un paysage politique qui s'est grandement métamorphosé: l'Acte d'Union de 1840 a provoqué la fusion des colonies du Haut-Canada et du Bas-Canada (créant alors le Canada-Uni). Cette fusion met en minorité les Canadiens français et cimente la domination politique des anglophones sur le territoire. Papineau considère donc l'Acte d'Union comme un «arrêt de mort pour la nationalité canadienne» (pour reprendre les termes de Louis-Georges Harvey).  
En 1848, il est élu au nouveau Parlement du Canada-Uni dans le comté de Saint-Maurice. En sérieux désaccord avec la politique du parti réformiste de Louis-Hippolyte La Fontaine, notamment parce Papineau veut défaire l'union, il rompt les rangs et se fait député indépendant. À l'époque, la stratégie de La Fontaine consiste en une alliance avec les réformistes du Haut-Canada afin de constituer une majorité parlementaire et exiger un gouvernement responsable. Républicain convaincu et inspiré par les républiques des États-Unis et de France, Louis-Joseph Papineau finit quant à lui par soutenir le mouvement revendiquant l'annexion aux États-Unis. Pourtant, l'élan qu'il donnait au mouvement des Patriotes avant son exil allait plutôt dans le sens d'une indépendance du Bas-Canada, du moins à long terme. Mais devant l'imposition de l'Acte d'Union en 1840, il est d'avis que le statut d'État dans la fédération américaine serait préférable pour ses compatriotes de l'ancien Bas-Canada.  
Toujours en rupture avec le parti mené par La Fontaine, Papineau participe à la création du Parti rouge. Il est également en froid avec certains anciens compagnons de lutte, à l'image de Wolfred Nelson qui l'accuse d'avoir lâchement fui durant les rébellions de 1838.  Il s'isole encore plus alors qu'il continue de défendre le régime seigneurial, que plusieurs libéraux radicaux tentent d'abolir à l'époque. Il est défait à l'élection de 1851, mais est toutefois élu lors d'élections partielles l'année suivante (il représente alors le comté de Deux-Montagnes). Il ne se présente pas comme candidat aux élections de 1854. Louis-Joseph Papineau se retire de la vie publique peu après et ne réapparaît que pour tenir une conférence à l'Institut canadien de Montréal en décembre 1867.

### Mort

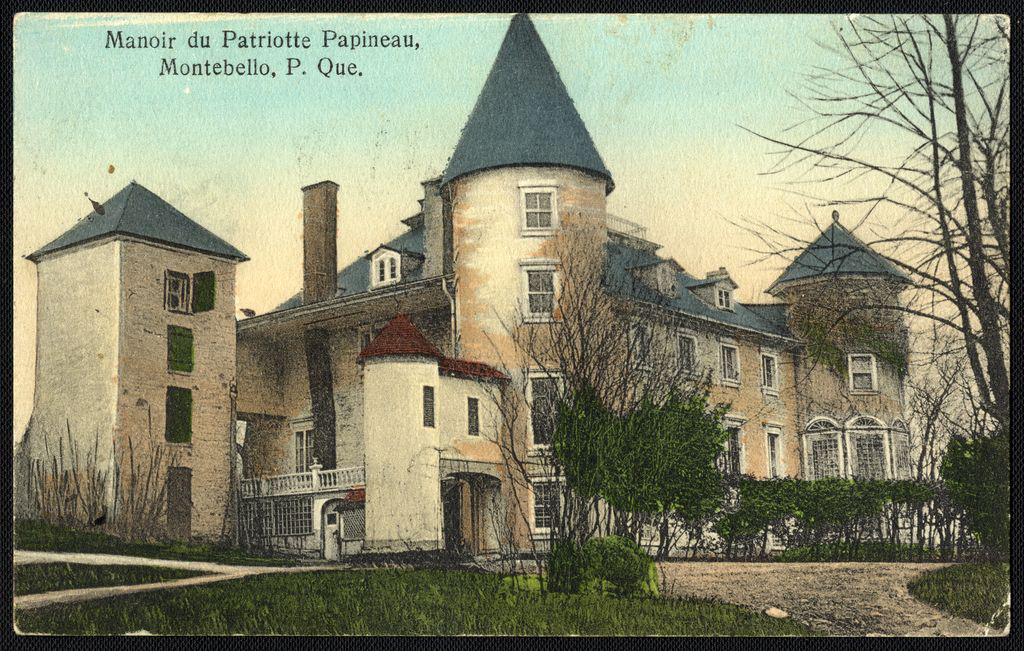
Une carte postale de 1910 du Manoir Papineau à Montebello au Québec/Canada.

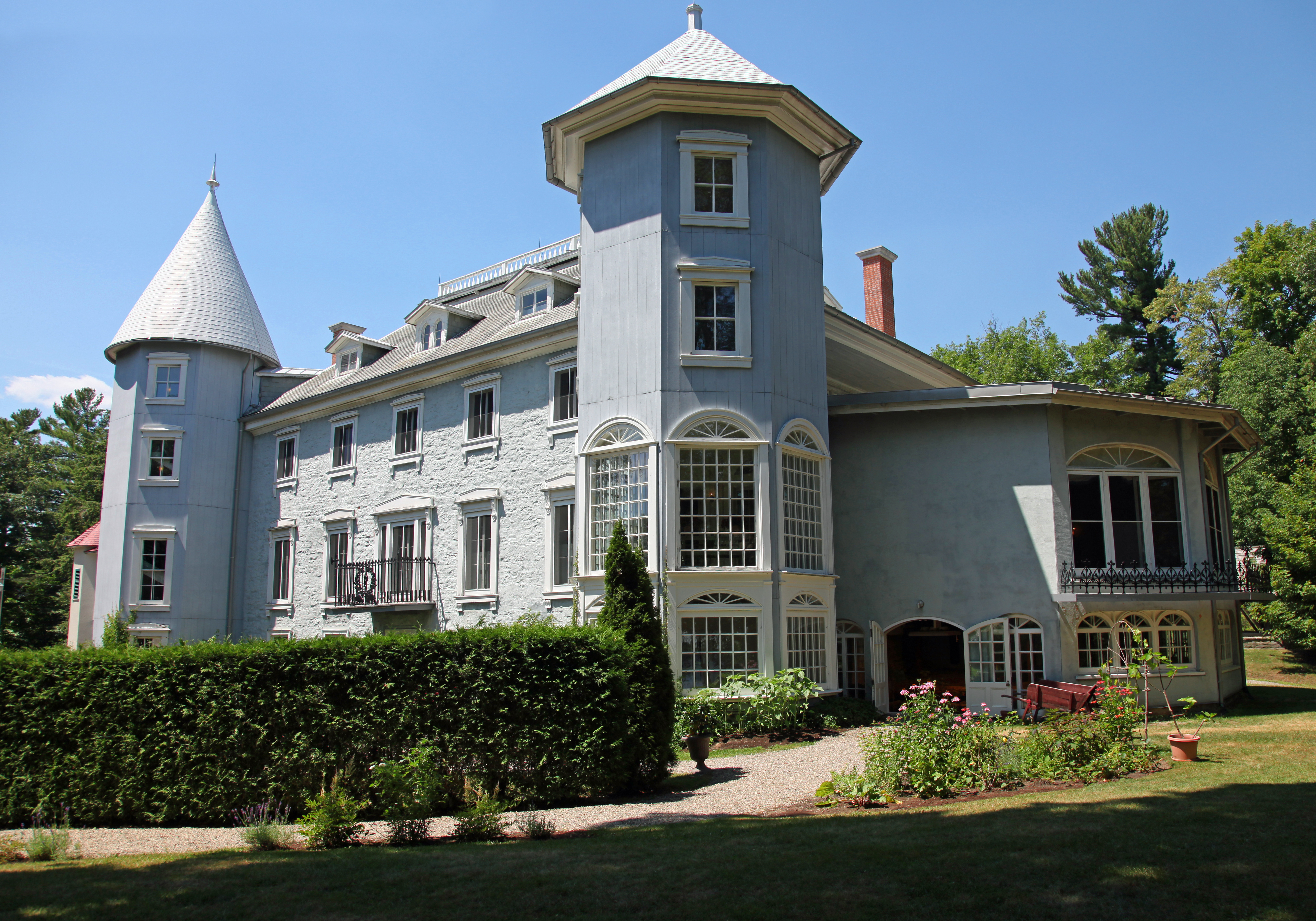
Le Manoir Papineau, un lieu-patrimonial-du-Canada à Montebello au Québec/Canada en 2018.

Louis-Joseph Papineau meurt d'une pneumonie à son manoir de Montebello, le 23 septembre 1871. Le manoir a été construit après son retour d'exil à New York et Paris, entre 1848 et 1850. Papineau y vit jusqu'à son décès ainsi que ses descendants jusqu'aux années 1920.

## Pensée
Les orientations idéologiques de Louis-Joseph Papineau ont fait par le passé et font aujourd'hui l'objet d'importants débats historiographiques. La pensée de Papineau est particulièrement intéressante de par les contrastes qui l'animent: une admiration initiale du système politique britannique puis la passion pour les États-Unis, le monarchisme des débuts et le républicanisme, la cohabitation d'une défense du régime seigneurial et de profondes convictions républicaines.

## Héritage

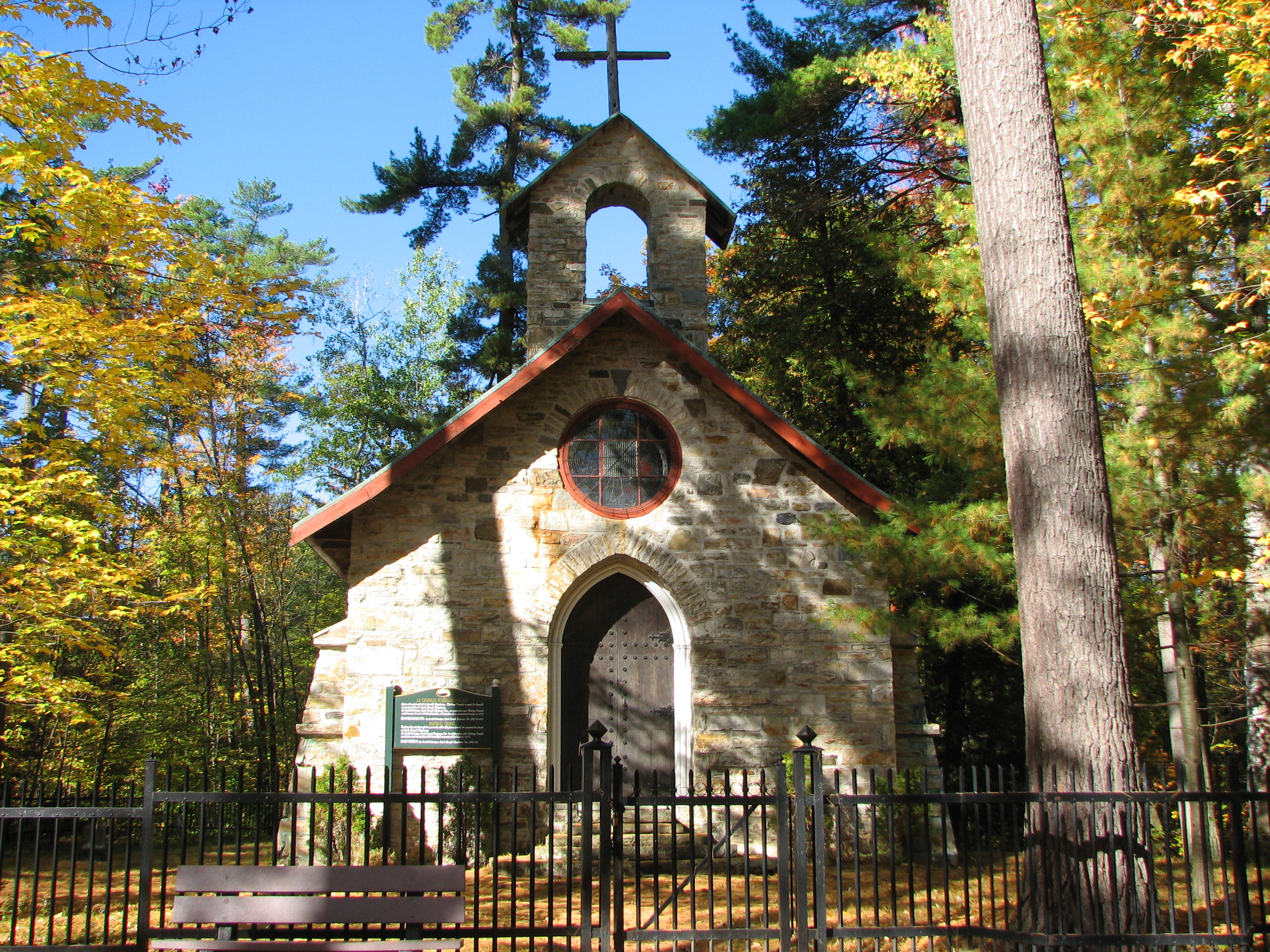
Chapelle funéraire de Papineau à Montebello.

Papineau est resté comme l'une des grandes personnalités politiques québécoises du XIXe siècle.
Dans un livre publié en 2003, aux éditions du Septentrion : Mensonges et vérités dans les Souvenirs de Félix Poutré, Marc Collin démontre que l'image du Papineau des Rébellions qui part fut dénaturée dans cette pièce de théâtre (Échappé de la potence : souvenir d'un prisonnier d'État canadien en 1838).
Philippe Aubert de Gaspé, traduisant un sentiment répandu chez les Canadiens français de l'époque, écrit au sujet de Papineau dans ses Mémoires : « La vie politique de ce grand homme est gravée, par le burin de l'histoire, en caractères indélébiles ; les luttes qu'il a soutenues pour conserver intacte une constitution octroyée par la Grande-Bretagne, et dont l'oligarchie  du Canada s'efforçait depuis longtemps d'arracher lambeaux sur lambeaux, sont inscrites en lettres de feu dans le cœur de ses compatriotes ».
Au-delà de la vie politique, la réputation d'homme érudit de Papineau survit dans la culture populaire québécoise à travers l'expression « ça ne prend pas la tête à Papineau », signifiant que quelque chose est évident ou ne demande pas une grande intelligence.

### Hommages en toponymie
- Environ 120 lieux rendent hommage à Louis-Joseph Papineau de par son nom[17].
- En 2002, le monument Louis-Joseph-Papineau est inauguré sur la colline parlementaire de Québec près de l'Hôtel du Parlement.
- Le 21 octobre 2012, Pauline Marois, première ministre du Québec, inaugure un monument à sa mémoire à Saint-Denis-sur-Richelieu.

## Famille et généalogie
Papineau a épousé Julie Bruneau (devenue Julie Papineau) à Québec le 29 avril 1818. Ensemble ils ont 9 enfants, dont 5 atteignent l'âge adulte: Amédée Papineau (1819-1903), Lactance Papineau (1822-1862), Gustave Papineau (1829–1851), Ézilda Papineau (1828-1894) et Azélie Papineau (1834-1869).

Azélie est mariée au peintre et architecte Napoléon Bourassa (1827-1916); parmi leurs enfants, on compte le célèbre journaliste Henri Bourassa, fondateur du journal Le Devoir.

Registres de l'état civil du Québec.
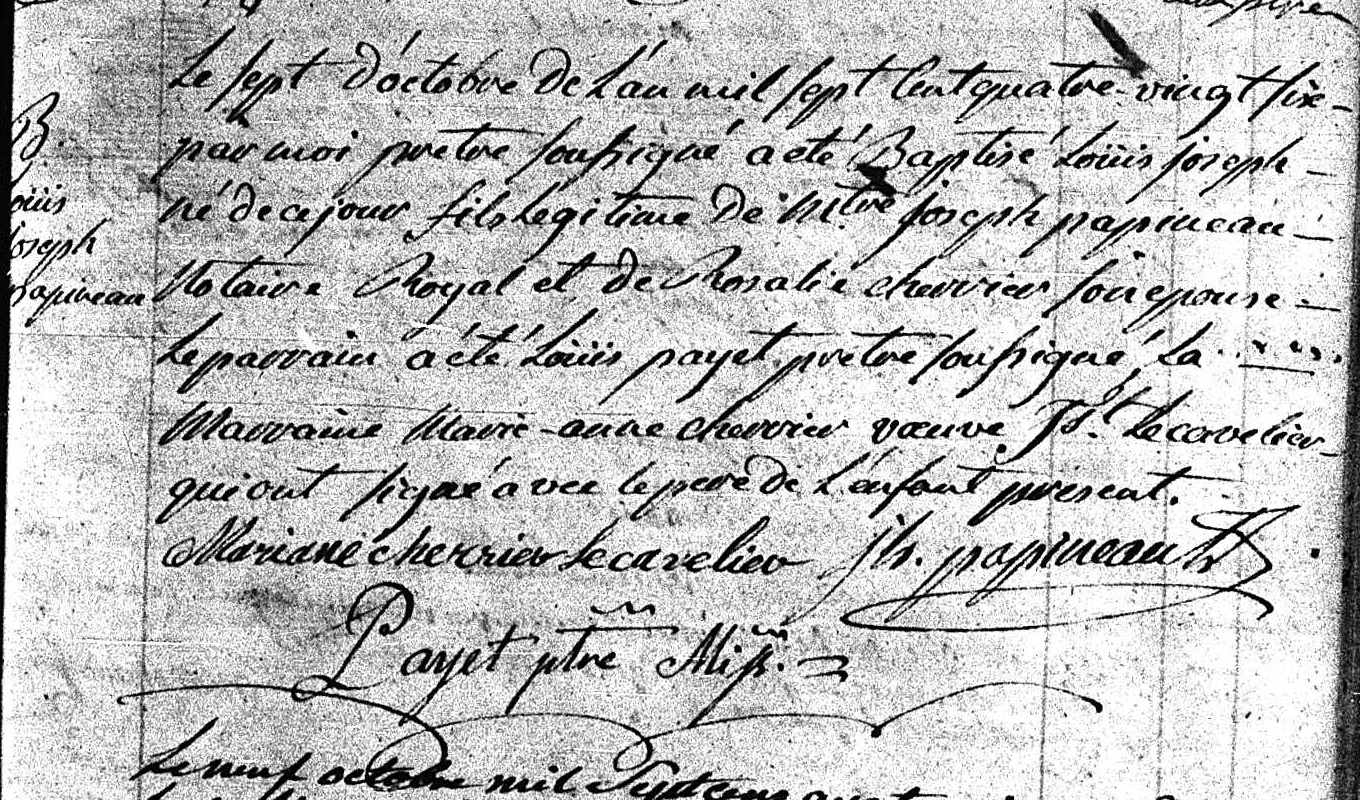
Acte de baptême de Loüis Joseph Papineau. 7 octobre 1786. Paroisse Notre-Dame de la ville de Montréal.
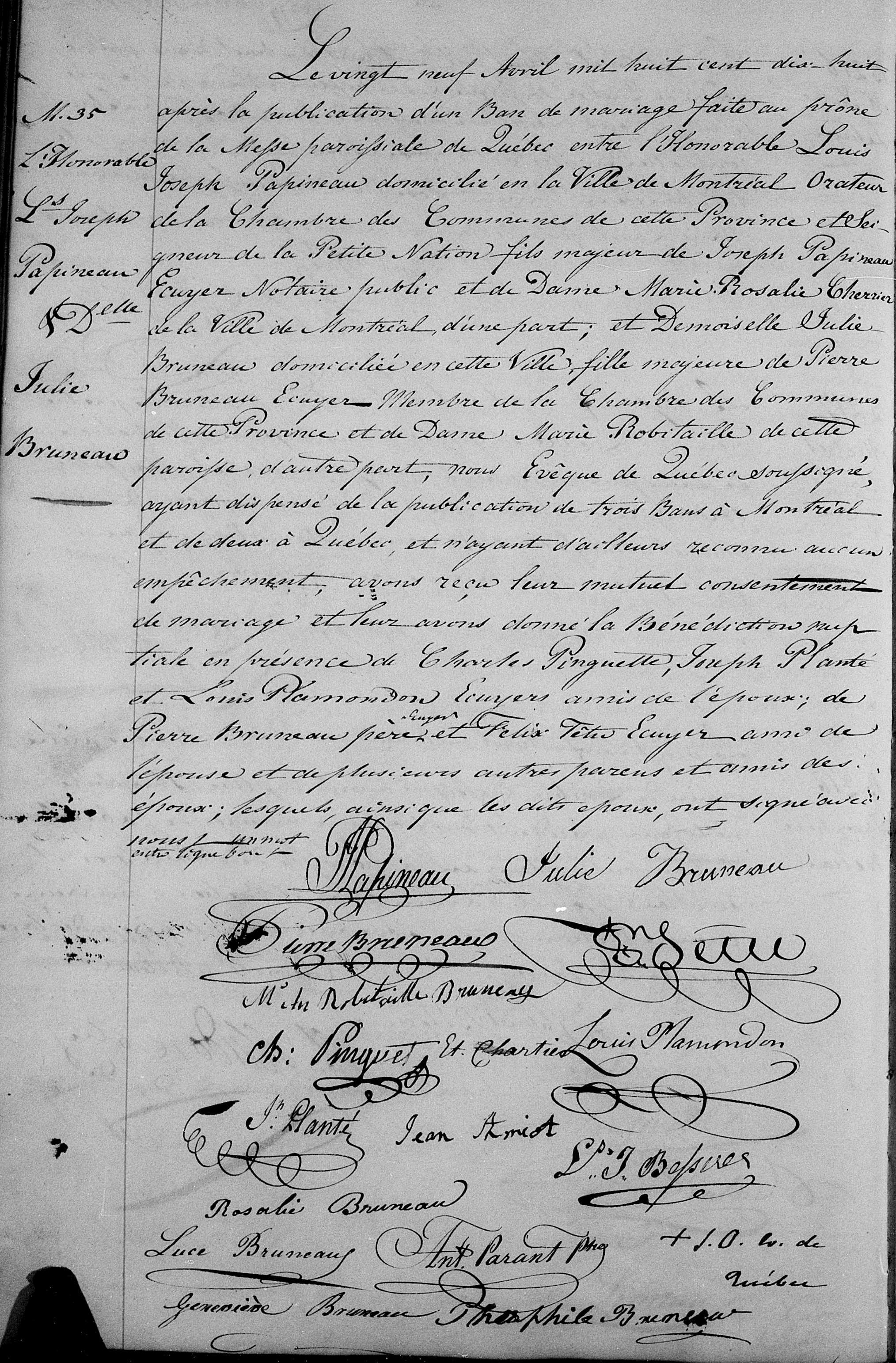
Acte de mariage entre Louis Joseph Papineau et Julie Bruneau. 29 avril 1818. Paroisse Notre-Dame-de-Québec de la ville de Québec.
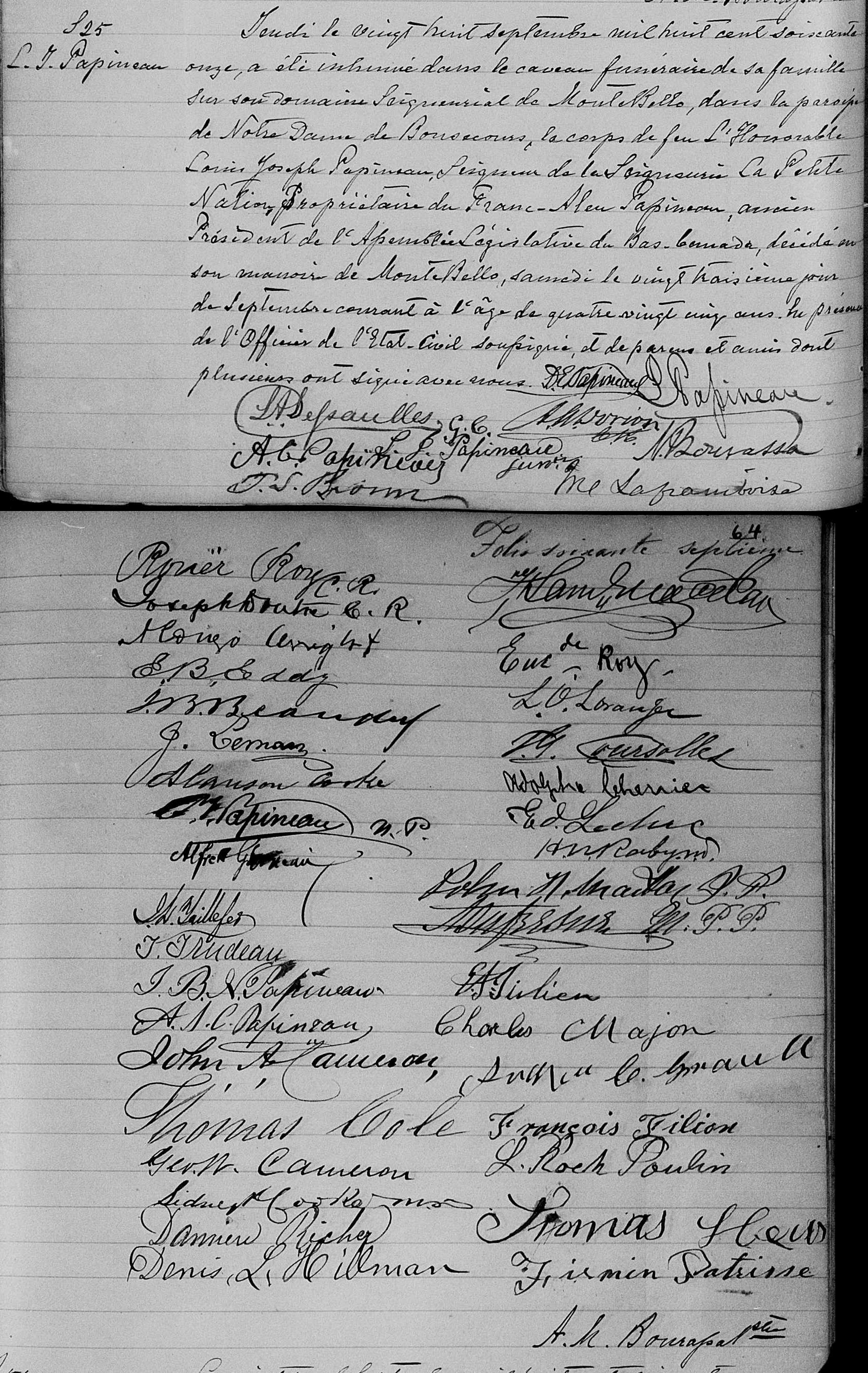
Acte de sépulture de Louis Joseph Papineau. 28 septembre 1871. Paroisse Notre-Dame-de-Bon-Secours de la ville de Montebello.

## Galerie

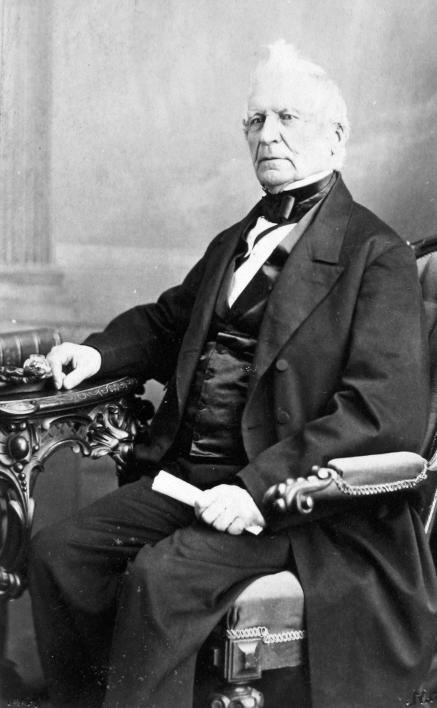
Photographie par William Notman.
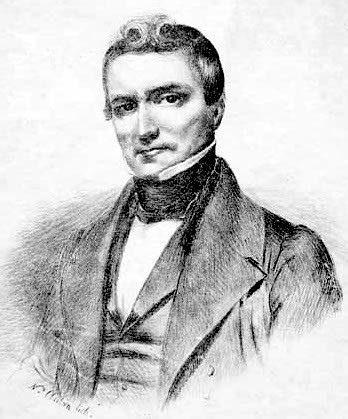
Louis-Joseph Papineau, 1840.
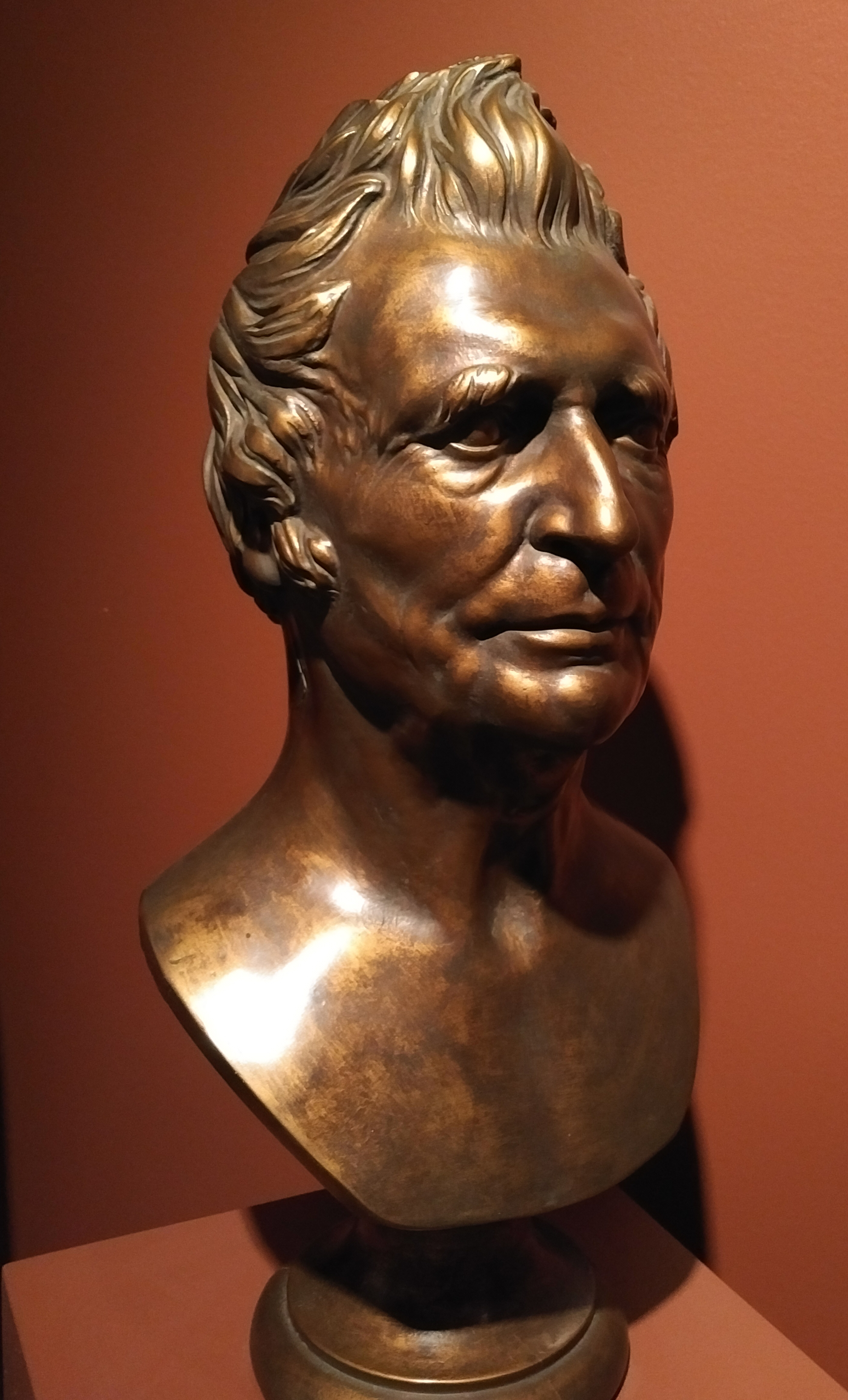
Buste de Louis-Joseph Papineau, réalisé par Napoléon Bourassa en 1873, au musée du Château Ramezay à Montréal.

## Iconographie

### Peintures
- Napoléon Bourassa, Louis-Joseph Papineau, beau-père de l'artiste, 1858, huile sur toile, 152 × 114,9 cm, Musée national des beaux-arts du Québec, Québec[19].
- Alfred Boisseau, Louis-Joseph Papineau, 1871, huile sur toile, 69 × 56 cm, Musée national des beaux-arts du Québec, Québec[20].
- Charles Alexander Smith, L'Assemblée des six comtés à Saint-Charles-sur-Richelieu en 1837, 1891, huile sur toile, 300,8 × 691,3 cm, Musée national des beaux-arts du Québec, Québec[21].

### Lithographie
- Gerome Fassio, d'après Antoine Maurin, Louis-Joseph Papineau, 1844, lithographie, 37,8 × 30,7 cm, Musée national des beaux-arts du Québec, Québec[22].

### Sculptures
- Louis-Philippe Hébert, d'après Napoléon Bourassa, Louis-Joseph Papineau, 1874, plâtre, 28,8 × 14 × 11,5 cm, Musée national des beaux-arts du Québec, Québec[23].
- Louis-Philippe Hébert, Louis-Joseph Papineau, 1887, plâtre peint crème et brun, 75 × 28 × 24 cm, Musée national des beaux-arts du Québec, Québec[24].
- Napoléon Bourassa, Louis-Joseph Papineau, 1900, plâtre patiné, 72 × 60,4 × 13,1 cm, Musée national des beaux-arts du Québec, Québec[25].
- Napoléon Bourassa, Louis-Joseph Papineau, 1900, plâtre patiné, 48 × 37 × 10 cm, Musée national des beaux-arts du Québec, Québec[26].
- Napoléon Bourassa, Louis-Joseph Papineau, 1900, plâtre patiné, 48 × 37 × 10 cm, Musée national des beaux-arts du Québec, Québec[27].
- Napoléon Bourassa, Louis-Joseph Papineau, 1900, plâtre teinté, 58 × 45,5 × 10 cm, Musée national des beaux-arts du Québec, Québec[28].
- Napoléon Bourassa, Louis-Joseph Papineau, 1900, plâtre, 58 × 45,5 × 10 cm, Musée national des beaux-arts du Québec, Québec[29].
- Napoléon Bourassa, Louis-Joseph Papineau, 1900, plâtre patiné, 48 × 37 × 10 cm, Musée national des beaux-arts du Québec, Québec[30].
- Napoléon Bourassa, Louis-Joseph Papineau, 1900, plâtre patiné, 47 × 36 × 10 cm, Musée national des beaux-arts du Québec, Québec[31].

### Photographies
- Jules-Isaïe Benoît, dit Livernois, Louis-Joseph Papineau. Photographie d'un tableau de Théophile Hamel, 1863, épreuve à la gélatine argentique, Musée national des beaux-arts du Québec, Québec[32].
- Inconnu, Louis-Joseph Papineau, de l'album Eugène-Hamel, vers 1865, épreuve à l'albumine argentique, 9,8 × 5,1 cm (carte); 7,8 × 4,6 cm (image), Musée national des beaux-arts du Québec, Québec[33].
- Henri-Napoléon Grenier, Louis-Joseph Papineau, de l'album de collection dit de Napoléon Garneau, 1870-1871, épreuve à l'albumine argentique, 10,2 × 6,3 cm (carte); 9,5 × 5,9 cm (image), Musée national des beaux-arts du Québec, Québec[34].
- Inconnu, Le Musée du manoir Papineau, à Montebello, vers 1895, épreuve à la gélatine argentique, 25,3 × 30,3 cm (carton); 16,3 × 21,3 cm (image), Musée national des beaux-arts du Québec, Québec[35].

### Photogravure
- Napoléon Bourassa, Louis-Joseph Papineau, vers 1900, photogravure et rehauts de craie sur papier collé sur carton, 13,5 × 9 cm (papier); 38,1 × 29,2 cm (carton), Musée national des beaux-arts du Québec, Québec[36].

### Dessin
- Jobson Paradis, La Chapelle funéraire Papineau, Montebello, entre 1900 et 1915, fusain et craie sur papier, 23,4 × 28,6 cm, Musée national des beaux-arts du Québec, Québec[37].

## Fonds d'archives
Un fonds d'archives de la Famille Papineau est conservé au centre d'archives de Montréal de Bibliothèque et Archives nationales du Québec. Il y a aussi une collection Famille Papineau à Bibliothèque et Archives Canada.

### Ouvrages généraux récents sur la période
Article détaillé : Bibliographie sur les insurrections de 1837-1838 au Bas-Canada.
- Anne-Marie Sicotte, Histoire inédite des Patriotes. Un peuple libre en images, Montréal, Fides, 2019, 445 p.  (ISBN 9782762143324)[41]
- Anne-Marie Sicotte, Papineau. Par amour avant tout, Société historique Louis-Joseph-Papineau, Carte blanche, 2021, 273 p.
- Laporte, Gilles, Brève histoire des patriotes, Québec, Septentrion, 2015, 374 p.  (ISBN 9782894488171)[42]
- Laurent-Olivier David, Les patriotes de 1837-1838, Montréal, Lux éditeur, 2007 (1re  éd. 1884), 335 p.  (ISBN 978-2-89596-050-8)
- Gilles Laporte, Patriotes et Loyaux, Québec, Éditions du Septentrion, 2004, 416 p.  (ISBN 2-89448-382-1)
- Gérard Filteau, Histoire des Patriotes, Québec, Septentrion, 2003 (1re  éd. 1938), 628 p.  (ISBN 2-89448-341-4)
- Allan Greer, Habitants et Patriotes. La Rébellion de 1837 dans les campagnes du Bas-Canada, Montréal, Éditions du Boréal, 1997 (1re  éd. 1993), 370 p.[43]
- Elinor Kyte Senior, Les Habits rouges et les Patriotes, Montréal, VLB éditeur, 1997 (1re  éd. 1985), 310 p.  (ISBN 978-2-89005-665-7)
- Jean-Paul Bernard, Les rébellions de 1837-1838 — Les patriotes du Bas-Canada dans la mémoire collective et chez les historiens, Montréal, Boréal Express, 1983, 349 p.  (ISBN 2890520838)

### Biographies, études, essais et autres ouvrages
- Yvan Lamonde, Aux quatre chemins, Montréal, Lux éditeur, 2018, 242 p.  (ISBN 9782895962731)
- Julie Guyot, Les Insoumis de l'Empire , Québec, Éditions du Septentrion, 2016, 227 p.  (ISBN 9782894488546)
- Yvan Lamonde, Fais ce que dois, advienne que pourra, Montréal, Lux éditeur, 2015, 244 p.  (ISBN 9782895962038)
- Yvan Lamonde, Papineau, Montréal, Éditions du Boréal, 2012, 208 p.  (ISBN 9782764621998)
- Yvan Lamonde, Signé Papineau, Montréal, Presses de l’Université de Montréal, 2009, 286 p.  (ISBN 978-2-7606-2159-6)
- François Labonté, Alias Anthony St-John. Les Patriotes canadiens aux États-Unis, décembre 1837 - mai 1838  , Québec, Presses de l'Université Laval, 2004, 296 p.  (ISBN 2-7637-8139-X)
- Ève Circé-Côté, Papineau, son influence sur la pensée canadienne, Montréal, Lux éditeur, 2003 (1re  éd. 1924), 272 p.  (ISBN 9782922494549)
- Marguerite Paulin, Louis-Joseph Papineau. Le grand tribun, le pacifiste, Montréal, XYZ éditeur, 2000, 205 p.  (ISBN 9782892612806)
- Nadeau Papineau, Louis-Joseph Papineau , Montréal, Lidec, 1994, 60 p.  (ISBN 2-7608-7019-7)
- Michel Bédard, Louis-Joseph Papineau: synthèse préliminaire des connaissances sur l'homme politique et le seigneur, Québec, Parcs Canada, 1993, 359 p.
- Fernand Ippersiel, Les cousins ennemis: Louis-Joseph Papineau et Jean-Jacques Lartigue : essai , Montréal, Guérin littérature, 1990, 254 p.  (ISBN 2760124061)
- Robert Rumilly, Papineau et son temps, t.  2 : 1838-1871, Montréal, Éditions Fides, 1977, 594 p.  (ISBN 0775506605)
- Robert Rumilly, Papineau et son temps t.  1 : 1791-1838, Montréal, Éditions Fides, 1977, 643 p.  (ISBN 0775506591)
- Fernand Ouellet, Louis-Joseph Papineau - un être divisé, Ottawa, Société historique du Canada, 1960, 24 p.
- Benjamin Sulte, Papineau et son Temps, Montréal, G. Ducharme, libraire-éditeur, 1925 (1re  éd. 1899), 96 p.
- Alfred Duclos de Celles, Papineau, 1786-1871 , Montréal, Librairie Beauchemin, 1905, 243 p.
- Laurent-Olivier David, Les deux Papineau, Montréal, Eusèbe Senécal & fils, imprimeurs, 1896, 120 p.
- Louis-Antoine Dessaulles, Papineau et Nelson : blanc et noir  , Montréal, : des presses de L'Avenir, 1848, 83 p.[44]
- Charles-Clément Sabrevois de Bleury, Brochure (Réfutation de l'écrit de Louis Joseph Papineau, ex-orateur de la Chambre d'assemblée du Bas-Canada, intitulé Histoire de l'insurrection du Canada, publiée dans le recueil hebdomadaire la Revue du progrès, imprimée à Paris), Montréal, John Lovell, 1839, 136 p.

### Mémoires et thèses
- Olivier Guimond, La trahison d’un amoureux des « vieilles lois françaises »? Louis-Joseph Papineau et le paradoxe du seigneur républicain (thèse de doctorat en histoire), Université de Sherbrooke, novembre 2017, 296 p.
- Julie Guyot, Comparaison des discours publics de Theobald Wolfe Tone (Irlande) et de Louis-Joseph Papineau (Bas-Canada) sur le lien à la Grande-Bretagne et sur la constitution (mémoire de maîtrise en histoire), Montréal, Université du Québec à Montréal, 2009, 227 p.[45]
- Claude Larin,  Rhétorique des discours politiques de Louis-Joseph Papineau (mémoire de maîtrise en lettres), Montréal, Université McGill, juillet 1997, 151 p.
- François Bernier, Étude analytique et critique sur la question de la fuite de Papineau de Saint-Denis, le 23 novembre 1837 (mémoire de maîtrise en histoire), Montréal, Université de Montréal, 1986, 159 p.
- Louis Balthazar, Les Idées politiques de L.-J. Papineau : une étude comparative (thèse de doctorat en sciences politiques), Université Harvard, 1970, 227 p.
- (en) Margeret Joyce Crooks, Louis-Joseph Papineau and the Society (mémoire de maîtrise en histoire), Toronto, Queen's University, 1953, 318 p.

### Articles, chapitres, sites web
- Louis-Georges Harvey, « Louis-Joseph (1786-1871) et Julie Papineau (1795-1862) » sur fondationlionelgroulx.org, novembre 2019
- Louis-Georges Harvey, « D’O’Connell à Robespierre. Les représentations de Louis-Joseph Papineau dans la presse anglophone du Bas-Canada (1827-1837) From O’Connell to Robespierre The representations of Louis-Joseph Papineau in the anglophone press of Lower Canada (1827-1837) », Les Cahiers des Dix, 2018, p. 97–143
- Yvan Lamonde, « D’O’Connell à Robespierre : les représentations de Louis-Joseph Papineau dans la presse anglophone du Bas-Canada, 1827-1837  », Les Cahiers des Dix, no 72, 2018, p. 67–96
- Olivier Guimond, « Le seigneur Louis-Joseph Papineau dans l’historiographie québécoise : bilan critique et perspectives de recherche », Bulletin d'histoire politique, vol. 25, no 2, hiver 2017, p. 122–145
- Olivier Guimond, «  Sont-ils des pervers que le républicanisme doit flétrir? » : Louis-Joseph Papineau et l’épreuve de l’esclavage étatsunien au XIXe siècle » sur Histoire engagée, 11 août 2016
- Maxime Dagenais, « Une opportunité manquée : la Rébellion canadienne (1837-38)», Bulletin d'histoire politique, vol. 23, no 2, hiver 2015, p. 181–203
- Jonathan Livernois, « Une opportunité manquée : la Rébellion canadienne (1837-38) », Études littéraires, vol. 45, no 2, été 2014, p. 179–208
- Yvan Lamonde, « Britannisme et américanité de Louis-Joseph Papineau à l’époque du deuxième projet d’Union (1822-1823)   », Les Cahiers des Dix, no 66, 2012, p. 55-94
- Julie Guyot, « Les discours publics de Theobald Wolfe Tone sur l'Irlande et de Louis-Joseph Papineau sur le Bas-Canada », Bulletin d'histoire politique, vol. 18, no 3, printemps 2010, p. 49–66
- Louis-Georges Harvey dans Robert Comeau, Charles-Philippe Courtois, Denis Monière (dir.), Histoire intellectuelle de l’indépendantisme québécois , Montréal, VLB éditeur, 2010, 288 p.  (ISBN 978-2-89649-121-6), p. 40-50
- James H. Marsh, « Louis-Joseph Papineau », The Canadian Encyclopedia / L'Encyclopédie canadienne, 2008
- Nathalie Dubois, «  L'exil de Louis-Joseph Papineau (1837-1845) » [archive], sur Les Patriotes de 1837@1838, 19 mai 2001
- Marc Chevrier, « Le provincialisme, ou l'indolence politique », Liberté, vol. 40, no 6, décembre 1998
- Yvan Lamonde, « Conscience coloniale et conscience internationale dans les écrits publics de Louis-Joseph Papineau (1815-1839) », Revue d'histoire de l'Amérique française, vol. 51, no 1, été 1997, p. 3-37
- Roger Le Moine, « Papineau bibliophile », Les Cahiers des dix, no 46, 1991, p. 151-182
- Dictionnaire des auteurs de langue française en Amérique du Nord, 1989, p. 1053-1055
- Ruth L. White, Lamennais et Louis-Joseph Papineau: un canadien à Paris, Université de Paris-Nanterre, 1975, 229 p., p. 210-221
- Fernand Ouellet, « Papineau », Dictionnaire biographique du Canada, Université Laval et University of Toronto, vol. 10, 1972
- Claude Thibault, « Papineau, Durham and the U.S.A », Revue du Centre d'étude du Québec, no 2, avril 1968, p. 2-12
- Léon Pouliot, s.j., « L'Institut canadien, Papineau, Mgr Bourget et la colonisation des Township », Revue de la Nouvelle-France, vol. XVI-XX, 1961-1962, p. 60-70, 174-181, 261-268
- Fernand Ouellet, « Papineau et la rivalité Québec-Montréal (1820-1840).  », Revue d'histoire de l'Amérique française, vol. 13, no 3, décembre 1959, p. 311–327)
- Fernand Ouellet, « Papineau dans la Révolution de 1837-1838 », Report of the Annual Meeting, vol. 37, no 1, 1958, p. 13–34
- Jean-Jacques Lefebvre, « La vie sociale du grand Papineau», Revue d'histoire de l'Amérique française, vol. 11, no 4, mars 1958, p. 463–516
- Lionel Groulx, « Fils de grand homme », Revue d'histoire de l'Amérique française, vol. 10, no 3, décembre 1956, p. 310-332
- Lionel Groulx, « Papineau et le péril irlandais — 1848 », Revue d'histoire de l'Amérique française, vol. 4, no 4, mars 1951, p. 512-520
- Lionel Groulx, « Un débat parlementaire en 1849 », Revue d'histoire de l'Amérique française, vol. 2, no 3, décembre 1948, p. 375–389
- s.a., «  Papineau (Louis-Joseph) 1786-1871», Revue d'histoire de l'Amérique française, vol. 1, no 1, juin 1947, p. 148–151
- Lionel Groulx, Le drapeau canadien français , Montréal, Bibliothèque de l’Action française, 1944, 318 p., « L'évolution de Papineau sous l'Union », p. 245-253
- Abbé Pascal Potvin, «  Papineau et l’orientation du nationalisme québécois», Report of the Annual Meeting, vol. 22, no 1, 1943, p. 35–42
- Montarville Boucher La Bruère, « Louis-Joseph Papineau de Saint-Denis à Paris», Les Cahiers des dix, 1940, p. 79-106
- Lionel Groulx, Notre maître, le passé, Montréal, Bibliothèque de l’Action française, 1936, 305 p., « Le Papineau de Rumilly », p. 157-166
- Lionel Groulx, Notre maître, le passé, Montréal, Bibliothèque de l’Action française, 1936, 305 p., « Les idées religieuses de Ls-Joseph Papineau », p. 167-211
- Louis Lejeune, «Papineau  », Dictionnaire général de biographie, histoire, littérature, agriculture, commerce, industrie et des arts, sciences, mœurs, coutumes, institutions politiques et religieuses du Canada, Ottawa, Université d'Ottawa, vol. 2, 1931, p. 404-406
- Lionel Groulx, Notre maître, le passé, Montréal, Bibliothèque de l’Action française, 1924, 269 p., « Louis-Joseph Papineau, l'homme politique », p. 171-191
- Louis Fréchette, «  Réminiscences I. Papineau », Le Monde illustré, 5 mai au 16 juin 1900
- Napoléon Aubin, Papi, dans John Huston (dir.), , vol. II, Montréal, J. M. Valois & cie, libraires-éditeurs, 1893, 396 p., p. 104-108
- Edmond Lareau, Mélanges historiques et littéraires , Montréal, Eusèbe Sénécal, 1877 , « Louis-Joseph Papineau », p. 116-129
- Arthur Buies, Chroniques, Québec, Typ. de C. Darveau, 1873, « Mort de Papineau », p. 108-111
- (en) Thomas Storrow Brown, « Louis Joseph Papineau », Dominion Monthly, janvier 1872, p. 20
- (en) Edmund Bailey O'Callaghan, « A Biographical Sketch of the Hon. Louis Joseph Papineau, Speaker of the House of Assembly of Lower Canada », Sentinel, Saratoga Springs (New York), 1838

### Éditions récentes de l’œuvre
L’œuvre écrite de Papineau est pour une large part éditée notamment grâce au travail de Georges Aubin, Renée Blanchet et François Labonté. À noter que les imprimés anciens appartiennent au domaine public et qu'on les retrouve en ligne en libre accès en plusieurs endroits sur le Web (Wikisource, La Bibliothèque indépendantiste, BAnQ, Internet Archive).
- Georges Aubin et Raymond Ostiguy, Louis-Joseph Papineau. Les débuts, 1808-1815, Montréal, Éditions Histoire Québec, 2015, 251 p.  (ISBN 9782895861539)
- Louis-Joseph Papineau, Lettres inédites, L'Assomption, Éditions Point du jour, 2019, 121 p.  (ISBN 9782923650524)
- Louis-Joseph Papineau, Lettres à Julie, Québec, Éditions du Septentrion, 2011, 846 p.  (ISBN 9782894486580)
- Georges Aubin, Correspondance d'un patriote exilé , t.  3 : Drame rue de Provence ; suivi de Correspondance de Mme Dowling ; traduite en français par Corinne Durin ; annotée par Georges Aubin, Notre-Dame-des-Neiges, Éditions Trois-Pistoles, 2007, 222 p.  (ISBN 978-2-89583-158-7)
- Georges Aubin, Correspondance d'un patriote exilé, t.  2 : Lettres reçues, 1839-1845, Notre-Dame-des-Neiges, Éditions Trois-Pistoles, 2007, 606 p.  (ISBN 978-2-89583-157-0)
- Georges Aubin, Correspondance d'un patriote exilé , t.  1 : Dictionnaire, Notre-Dame-des-Neiges, Éditions Trois-Pistoles, 2007, 312 p.  (ISBN 978-2-89583-156-3)
- Louis-Joseph Papineau, Lettres à divers correspondants, t.  II : Octobre 1845 - août 1871, Québec, Éditions du Septentrion, 2010 (1re  éd. 2006), 438 p.  (ISBN 9782894486429)
- Louis-Joseph Papineau, Lettres à divers correspondants , t.  I : Mars 1810 - septembre 1845, Québec, Éditions du Septentrion, 2010 (1re  éd. 2006), 600 p.  (ISBN 9782894486412)
- Louis-Joseph Papineau, Lettres à divers correspondants , t.  II : 1855-1871, Québec, Éditions du Septentrion, 2010 (1re  éd. 2004), 660 p.  (ISBN 9782894486443)
- Louis-Joseph Papineau, , Lettres à divers correspondants t.  I : 1825-1854, Québec, Éditions du Septentrion, 2010 (1re  éd. 2004), 660 p.  (ISBN 9782894486436)
- Louis-Joseph Papineau, Cette fatale Union , Montréal, Lux éditeur, 2003, 223 p.  (ISBN 2-89596-009-7)
- Louis-Joseph Papineau, Histoire de la résistance du Canada au gouvernement anglais, Montréal, Comeau & Nadeau, 2001 (1re  éd. 1839), 82 p.  (ISBN 2-922494-52-7)
- Louis-Joseph Papineau, Lettres à Julie, Québec, Éditions du Septentrion, 2000, 814 p.  (ISBN 9782894481653)
- Lamonde, Yvan & Claude LARIN. Louis-Joseph Papineau, Un demi-siècle de combats, Montréal, Fides, 1998, 662 p.
- Ruth L. White, L'Avenir" de La Mennais, Son rôle dans la presse de son temps, Montréal, Hurtubise HMH, 1983, 643 p.  (ISBN 2890455246)

### Poésie, théâtre, roman
- Manon Louisa Auger, Éminentes Victoriennes. Laure Conan, Henriette Dessaulles, Azélie Papineau et Joséphine Marchand, Montréal, Nota Bene, 2024, 340 p.
- Micheline Lachance, La Saga des Papineau, Montréal, Québec-Amérique, 2013, 594 p.  (ISBN 9782764425190)
- Micheline Lachance, Le Roman de Julie Papineau , t.  2 : L'exil, Montréal, Québec-Amérique, 2012 (1re  éd. 1998), 712 p.  (ISBN 978-2-7644-2196-3)
- Micheline Lachance, Le Roman de Julie Papineau, t.  1 : La tourmente, Montréal, Québec-Amérique, 2012 (1re  éd. 1995), 616 p.  (ISBN 978-2-7644-2195-6)
- Claire de Lamirande, , Montréal, Éditions Quinze, 1980, 187 p.  (ISBN 2890262138)
- Louis Fréchette, Le retour de l'exilé : drame en cinq actes et huit tableaux, Montréal, Chapleau & Lavigne, imprimeurs, 1880, 100 p.
- Louis Fréchette, Poésies choisies, Montréal, Librairie Beauchemin, 1908 , « Papineau (II) », p. 245-252
- Louis Fréchette, Poésies choisies, Montréal, Librairie Beauchemin, 1908, « Papineau (I) », p. 241-243

### Audiovisuel
- Louis-Georges Carrier,  Papineau - Le demi-dieu, Office national du film, 1961, 25 min[46].
- Parcs Canada, Lieu historique national du Manoir-Papineau[47]